# Heinrich Ochsner

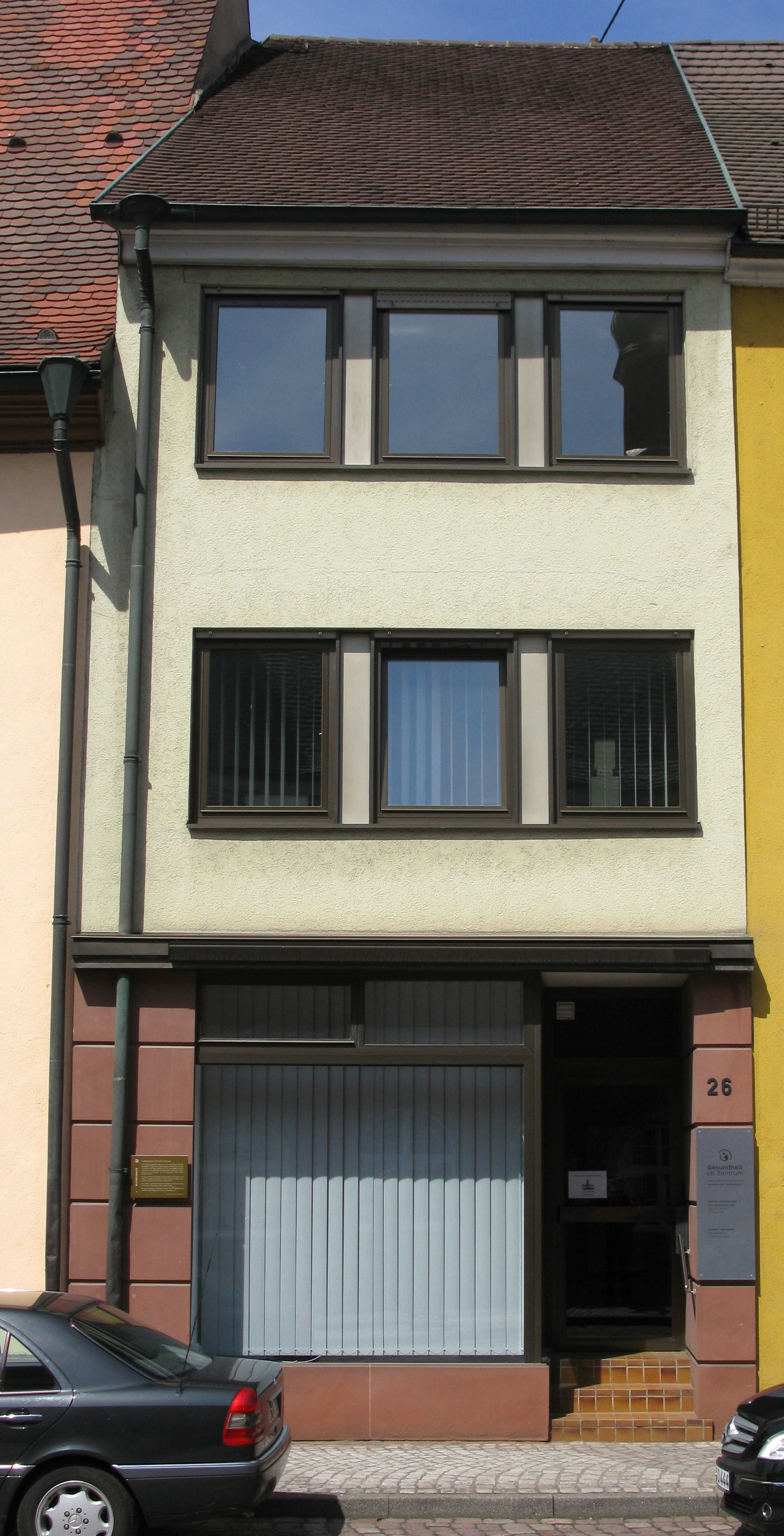
Geburtshaus in Kenzingen

Heinrich Ochsner (* 15. März 1891 in Kenzingen / Baden; † 15. September 1970 in Freiburg i.Br.) war Philosoph und Verlagslektor.

## Leben
Heinrich Ochsner studierte von 1912 bis 1914 und von 1916 bis 1922 Theologie und Philosophie in Freiburg und Marburg. Er war befreundet mit Max Scheler, stand in einem dauernden Kontakt mit Martin Heidegger und hatte zahlreiche Gespräche mit Edmund Husserl, durch dessen Vermittlung er „unterstützender Lehrer“ japanischer Gelehrter in Freiburg (1923–1933) wurde. Ab 1934 war er wissenschaftlicher Mitarbeiter und Lektor in der Zentrale des Deutschen Caritasverbandes.
Ochsner gehörte als Spiritus rector und eines der wichtigsten Mitglieder dem  Freiburger Kreis um Karl Färber an. Besonderen Einfluss hatte er hier auf Bernhard Welte, mit dem ihn eine enge Freundschaft verband und der ihn später als „stillen großen Partner“ bezeichnete. Dem Färber-Kreis gehörten auch Max Müller, Hans Filbinger und Johannes Spörl an. Auch Reinhold Schneider stieß zu diesem Kreis hinzu und wurde zu einem engen Freund Ochsners.
Nach dem Zweiten Weltkrieg kamen beim Aufbruch der französische théologie nouvelle deren führende Vertreter  zu Ochsner. »Er stand in lebhaften Kontakt mit den Arbeiterpriestern in Frankreich, einer wichtigen Bewegung für eine neue soziale Orientierung der Christen.«(Welte)
Ochsner hat wenig veröffentlicht und zeichnete sich eher als Gesprächspartner aus. 1968 wurde er pensioniert, er verstarb am 15. September 1970. Sein Grab fand er in Kenzingen.